# Doaa el-Adl
Doaa el-Adl (arabiska: دعاء العدل), född 6 februari 1979 i Damietta i Egypten, är en egyptisk satirtecknare. Hon bor och arbetar i Kairo. 
Doaa el-Adl utbildade sig i konstvetenskap på Alexandrias universitet, med examen 2000. Hon har sedan 2007 publicerat teckningar i olika dagstidningar och veckotidningar, bland andra al-Dustour, Rose-al-Yusuf och Sabah El Kheir. Förutom satirteckningar gör hon också illustrationer till barn- och ungdomsböcker och –tidningar. Hon tecknar sedan ett antal år främst för dagstidningen Al-Masry Al-Youm.
Efter Egyptiska revolutionen 2011 blev hennes verk starkt kritiska mot presidenten Muhammad Mursi.
År 2016 inkluderades Doaa el-Adl i BBC:s 100 Women-projekt.

## Priser
- 2013 Italienska Forte dei Marmi-priset för politisk satir[4]
- 2020 EWK-priset[5][6]

| ”                     | ...Liksom EWK:s är Doaa el-Adls gärning folkbildande. Med konstnärlig driv och uppfinningsrikedom och bilder som talar klarspråk gör hon politiken greppbar för en bred publik. Med siktet inställt på förändring – inte provokation – visar Doaa el-Adl på satirbildens potential som demokratiskt verktyg. Genom att rikta fokus mot de av samhället osynliggjorda ger hon prov på satirbildens förmåga att omfördela makt. | „ |
| – EWK-prisjuryn, 2020 | |   |